# 10-es busz (Szolnok)
A szolnoki 10-es jelzésű autóbusz egy helyi hurokjárat, ami a Tallinn városrészétől a Szolnok ispán körút és a Volánbusz felé közlekedik, majd az Autóbusz-állomást érintve vissza Tallinnra. A viszonylatot a Volánbusz üzemelteti.

## Megállóhelyei
| 10 (Tallinn városrész ► Jubileum tér ► Volánbusz ►TIGÁZ ► Tallinn városrész) | 10 (Tallinn városrész ► Jubileum tér ► Volánbusz ►TIGÁZ ► Tallinn városrész) | 10 (Tallinn városrész ► Jubileum tér ► Volánbusz ►TIGÁZ ► Tallinn városrész) | 10 (Tallinn városrész ► Jubileum tér ► Volánbusz ►TIGÁZ ► Tallinn városrész) | 10 (Tallinn városrész ► Jubileum tér ► Volánbusz ►TIGÁZ ► Tallinn városrész) | 10 (Tallinn városrész ► Jubileum tér ► Volánbusz ►TIGÁZ ► Tallinn városrész) | 10 (Tallinn városrész ► Jubileum tér ► Volánbusz ►TIGÁZ ► Tallinn városrész)               | 10 (Tallinn városrész ► Jubileum tér ► Volánbusz ►TIGÁZ ► Tallinn városrész) |
| Sorszám (↓)                                                                  | Megállóhely                                                                  | Perc (↓)                                                                     | Perc (↓)                                                                     | Kilométer (↓)                                                                | Kilométer (↓)                                                                | Átszállási kapcsolatok                                                                     |                                                                              |
| ---------------------------------------------------------------------------- | ---------------------------------------------------------------------------- | ---------------------------------------------------------------------------- | ---------------------------------------------------------------------------- | ---------------------------------------------------------------------------- | ---------------------------------------------------------------------------- | ------------------------------------------------------------------------------------------ | ---------------------------------------------------------------------------- |
| 0                                                                            | Tallinn városrész végállomás                                                 | 0                                                                            | 0                                                                            | 0.0 km                                                                       | 0.0 km                                                                       | 1, 1A, 1Y, 2, 2Y, 3, 5, 10A, 11Y, 12, 12A, 31, 35, 36, 37                                  |                                                                              |
| 1                                                                            | Zagyva-híd                                                                   | 2                                                                            | 2                                                                            | 0.6 km                                                                       | 0.6 km                                                                       | 1, 1A, 1Y, 10A, 11Y, 12, 12A, 31, 36                                                       |                                                                              |
| 2                                                                            | Szolnok ispán körút                                                          | 4                                                                            | 4                                                                            | 1.4 km                                                                       | 1.4 km                                                                       | 5, 10A, 11, 11Y, 12, 12A, 32, 41                                                           |                                                                              |
| 3                                                                            | Kormányhivatal                                                               | 5                                                                            | 6                                                                            | 2.2 km                                                                       | 2.2 km                                                                       | 2, 2Y, 3, 10A, 11Y, 12, 12A, 15, 32, 35, 36, 37                                            |                                                                              |
| 4                                                                            | Autóbusz-állomás                                                             | 7                                                                            | 8                                                                            | 2.5 km                                                                       | 2.5 km                                                                       | 3, 10A, 12, 12A, 15, 21, 21A, 22, 22A, 23, 23A, 23E, 24, 24A, 25, 25A, 32, 33, 35, 36, 44  |                                                                              |
| 5                                                                            | Sarló utca                                                                   | 8                                                                            | 10                                                                           | 2.8 km                                                                       | 2.8 km                                                                       | 3, 10A, 12, 12A, 15, 21, 21A, 22, 22A, 23, 23A, 23E, 24, 24A, 25, 25A, 32, 35, 36, 44      |                                                                              |
| 6                                                                            | McDonald’s étterem                                                           | 9                                                                            | 12                                                                           | 3.3 km                                                                       | 3.3 km                                                                       | 3, 10A, 12, 12A, 15, 21, 21A, 22, 22A, 23, 23A, 23E, 24, 24A, 25, 25A, 32, 34B, 35, 36, 44 |                                                                              |
| 7                                                                            | INTERSPAR                                                                    | 10                                                                           | 14                                                                           | 3.5 km                                                                       | 3.5 km                                                                       | 3, 10A, 12, 12A, 15, 21, 21A, 23, 23A, 23E, 25, 25A, 32, 34, 34E, 35, 36, 44               |                                                                              |
| 8                                                                            | Jubileum tér                                                                 | 12                                                                           | 16                                                                           | 4.0 km                                                                       | 4.0 km                                                                       | 2Y, 3, 10A, 11, 12, 12A, 21, 21A, 23, 23A, 23E, 25, 25A, 35, 44                            |                                                                              |
| 9                                                                            | Bajcsy-Zsilinszky út                                                         | 13                                                                           | 17                                                                           | 4.6 km                                                                       | 4.6 km                                                                       | 10A, 11, 11Y, 12, 12A, 22, 22A, 31                                                         |                                                                              |
| 10                                                                           | Abonyi úti iskola                                                            | 15                                                                           | 19                                                                           | 5.5 km                                                                       | 5.5 km                                                                       | 10A, 11, 11Y, 12, 12A, 22, 22A, 31                                                         |                                                                              |
| 11                                                                           | Nagysándor József út                                                         | 16                                                                           | 20                                                                           | 6.0 km                                                                       | 6.0 km                                                                       | 10A, 11, 11Y, 12, 12A, 22, 22A, 31                                                         |                                                                              |
| 12                                                                           | Közúti Igazgatóság                                                           | 17                                                                           | 21                                                                           | 6.8 km                                                                       | 6.8 km                                                                       | 10A, 11, 12, 12A, 22, 22A                                                                  |                                                                              |
| 13                                                                           | Volánbusz vonalközi végállomás                                               | 18                                                                           | 22                                                                           | 7.2 km                                                                       | 7.2 km                                                                       | 10A, 11, 12, 12A, 22, 22A, 31                                                              |                                                                              |
| 14                                                                           | VASFA                                                                        | 19                                                                           | 23                                                                           | 7.6 km                                                                       | 7.6 km                                                                       | 10A, 11, 12, 12A, 22, 22A, 31                                                              |                                                                              |
| 15                                                                           | Béres Gyógyszergyár vonalközi végállomás                                     | 20                                                                           | 24                                                                           | 8.5 km                                                                       | 8.5 km                                                                       | 10A, 11, 12, 12A, 22, 22A, 31                                                              |                                                                              |
| 16                                                                           | Tófenék                                                                      | ∫                                                                            | 25                                                                           | ∫                                                                            | 9.2 km                                                                       | 10A, 12, 12A, 31                                                                           |                                                                              |
| 17                                                                           | SZOLTISZ                                                                     | ∫                                                                            | 26                                                                           | ∫                                                                            | 9.6 km                                                                       | 10A, 12, 12A, 31                                                                           |                                                                              |
| 18                                                                           | Pillangó utca                                                                | ∫                                                                            | 27                                                                           | ∫                                                                            | 9.9 km                                                                       | 10A, 12, 12A, 31                                                                           |                                                                              |
| 19                                                                           | Sárkány utca                                                                 | ∫                                                                            | 28                                                                           | ∫                                                                            | 10.3 km                                                                      | 10A, 12, 12A, 20, 20A, 21, 21A, 22, 22A, 23, 23A, 23E, 24, 24A, 25, 25A, 36                |                                                                              |
| 20                                                                           | TIGÁZ                                                                        | ∫                                                                            | 29                                                                           | ∫                                                                            | 10.6 km                                                                      | 10A, 12, 12A, 20, 20A, 21, 21A, 22, 22A, 23, 23A, 23E, 24, 24A, 25, 25A, 36                |                                                                              |
| 21                                                                           | McDonald’s étterem                                                           | ∫                                                                            | 30                                                                           | ∫                                                                            | 11.7 km                                                                      | 3, 10A, 12, 12A, 15, 21, 21A, 22, 22A, 23, 23A, 23E, 24, 24A, 25, 25A, 32, 34B, 35, 36, 44 |                                                                              |
| 22                                                                           | Sarló utca                                                                   | ∫                                                                            | 32                                                                           | ∫                                                                            | 12.2 km                                                                      | 3, 10A, 12, 12A, 15, 21, 21A, 22, 22A, 23, 23A, 23E, 24, 24A, 25, 25A, 32, 35, 36, 44      |                                                                              |
| 23                                                                           | Autóbusz-állomás                                                             | ∫                                                                            | 34                                                                           | ∫                                                                            | 12.5 km                                                                      | 3, 10A, 12, 12A, 15, 21, 21A, 22, 22A, 23, 23A, 23E, 24, 24A, 25, 25A, 32, 33, 35, 36, 44  |                                                                              |
| 24                                                                           | Kormányhivatal                                                               | ∫                                                                            | 36                                                                           | ∫                                                                            | 12.8 km                                                                      | 2, 2Y, 3, 10A, 11Y, 12, 12A, 15, 32, 35, 36, 37                                            |                                                                              |
| 25                                                                           | Szolnok ispán körút                                                          | ∫                                                                            | 38                                                                           | ∫                                                                            | 13.6 km                                                                      | 5, 10A, 11, 11Y, 12, 12A, 32, 41                                                           |                                                                              |
| 26                                                                           | Zagyva-híd                                                                   | ∫                                                                            | 40                                                                           | ∫                                                                            | 14.4 km                                                                      | 1, 1A, 1Y, 10A, 11Y, 12, 12A, 31, 36                                                       |                                                                              |
| 27                                                                           | Tallinn városrész végállomás                                                 | ∫                                                                            | 42                                                                           | ∫                                                                            | 15.0 km                                                                      | 1, 1A, 1Y, 2, 2Y, 3, 5, 10A, 11Y, 12, 12A, 31, 35, 36, 37                                  |                                                                              |